# 純愛狂詩曲
《純愛狂詩曲》是日本女歌手竹內瑪莉亞的第24張單曲，1994年5月10日發行。
標題雖然是「純愛」，歌詞內容卻是講述办公室女职员的不倫之戀。c/w曲《約束》是1986年竹內提供給中森明菜歌曲。

## 收錄曲目
全曲 作詞、作曲：竹內瑪莉亞；編曲：山下達郎
1. 純愛狂詩曲
日本電視台系電視劇《戀棧夕陽情》主題曲
日產汽車「風度」廣告歌
2. 約束
3. 純愛狂詩曲（Original Karaoke）
4. 約束（Original Karaoke）